# 13952 Nykvist
13952 Nykvist eller 1990 SN6 är en asteroid i huvudbältet som upptäcktes den 22 september 1990 av den belgiske astronomen Eric W. Elst vid La Silla-observatoriet. Den är uppkallad efter den svenske regissören Sven Nykvist.
Asteroiden har en diameter på ungefär 6 kilometer.